# 6618 Jimsimons
6618 Jimsimons este o planetă minoră (asteroid), cu un diametru de 11,506 km, din centura de asteroizi. A fost descoperită pe 16 septembrie 1936 la observatorul Lowell⁠(d) de Clyde Tombaugh și a fost numită după Jim Simons⁠(d). 
Obiectul prezintă o orbită caracterizată de o semiaxă mare de 1,8751251 UAi, o excentricitate de 0,04, o înclinație de 23,82542 ° în raport cu ecliptica.